# Rally raid
Il Rally raid è un tipo di rally che, a differenza dei rally validi per il Campionato del mondo rally, si svolge su più giornate e le prove speciali sono molto lunghe, per questa ragione sono talvolta detti rally marathon. Un terreno comune a molti rally raid è il deserto.
Inoltre nei rally raid non competono solo le auto, ma anche le moto, i camion e i quad.

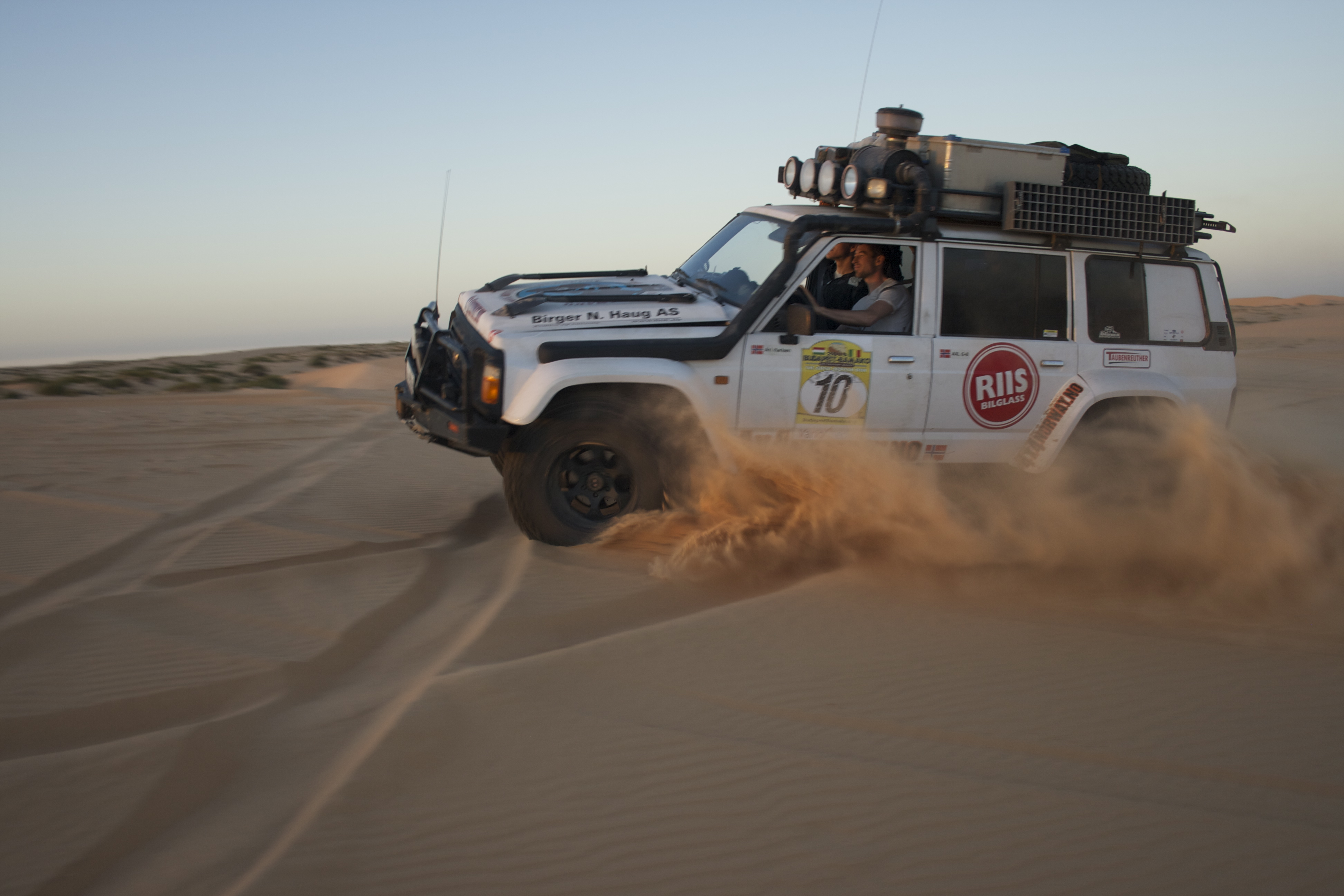

## Competizioni

### Campionati
- Coppa del mondo rally raid (auto)
- Campionato mondiale cross country rally (moto)
- Campionato mondiale di rally raid

### Principali rally raid
- Rally Dakar
- Rally dei Faraoni
- Rally di Tunisia
- Abu Dhabi Desert Challenge
- Africa Race
- Baja 1000
- Rally del Marocco
- Baja Russia - Northern Forest

## Piloti specialisti
- Stéphane Peterhansel: 6 vittorie alla Dakar in moto, 7 in auto e 4 al Rally di Tunisia
- Jean-Louis Schlesser: 2 vittorie alla Dakar, 6 alla Rally di Tunisia e 2 al Rally dei Faraoni
- Pierre Lartigue: 3 vittorie alla Dakar e 8 al Rally di Tunisia
- Cyril Neveu: 5 vittorie alla Dakar in moto
- Nasser Al-Attiyah: 5 vittorie alla Dakar in auto
- Ari Vatanen: 4 vittorie alla Dakar in auto
- Edi Orioli: 4 vittorie alla Dakar in moto
- Carlos Sainz: 4 vittorie alla Dakar in auto
- Vladimir Čagin: 7 vittorie alla Dakar, 2 al Rally di Tunisia e 6 al Abu Dhabi Desert Challenge nella categoria camion